# Markgraf
Phiên địa Bá tước (tiếng Đức: Markgraf), còn được gọi là Phiên hầu tước hay Phiên hầu, là một tước vị quý tộc cao cấp trong Đế quốc La Mã Thần thánh. Thuật ngữ tiếng Anh của tước hiệu này là Margrave. Cùng với Hành cung Bá tước (Pfalzgraf), Phong địa Bá tước (Landgraf), Phiên địa Bá tước là tước vị quý tộc cao hơn bậc Graf (Bá tước), tương đương bậc Fürst (Công tước), được xếp vào bậc Quận công hoặc Hầu tước.
Ban đầu, Markgraf chỉ là danh hiệu thời trung cổ của chỉ huy quân sự được giao nhiệm vụ duy trì sự bảo vệ của một trong những huyện biên giới của Đế quốc La Mã thần thánh hoặc của một vương quốc. Vị trí đó đã trở thành tước vị cha truyền con nối trong một số gia tộc phong kiến nhất định trong Đế chế và danh hiệu này đã được giữ bởi một số nhà cầm quyền của một số Thân vương quốc cho đến khi Đế chế sụp đổ vào năm 1806 (ví dụ, Phiên hầu tước Brandenburg, Phiên hầu tước Baden, Phiên hầu tước Moravia). Sau đó, các lãnh thổ đó (ban đầu được gọi là mark hoặc huyện biên giới (march), sau đó là Phiên hầu quốc (margravate)) nằm trong các vương quốc lớn hơn hoặc chủ sở hữu thông qua danh hiệu có chủ quyền hoàn toàn.

## Lịch sử
Về mặt từ nguyên học, từ "margrave" (tiếng Latinh: marchio, k. 1551) là dạng tiếng Anh và tiếng Pháp của danh hiệu quý tộc Đức Markgraf (Mark, có nghĩa là "vùng biên giới" hoặc "dấu hiệu", nghĩa là vùng đất biên giới, được thêm vào Graf, nghĩa là "Bá tước"); nó có liên quan về mặt ngữ nghĩa với danh hiệu "Marcher Lord" trong tiếng Anh. Là một danh từ và tước hiệu di truyền, "margrave" phổ biến trong các ngôn ngữ của Châu Âu, chẳng hạn như Tây Ban Nha và Ba Lan.
Một Markgraf (margrave) ban đầu có chức năng là thống đốc quân sự của một huyện biên giới thuộc triều đại Carolus, một huyện biên giới thời trung cổ. Huyện biên giới ổn định là điều cần thiết cho an ninh quốc gia nên chư hầu (dù là một bá tước hay lãnh chúa khác) có đất đai trên vương quốc hay đế chế có thể sẽ được chỉ định là một margrave và được giao trách nhiệm lớn hơn trong việc bảo vệ biên giới.
Mối đe dọa đối với một huyện biên giới từ các cuộc xâm lược buộc margrave phải có lực lượng quân sự và quyền tự chủ (chính trị cũng như quân sự) lớn hơn so với các lãnh chúa khác trong vương quốc. Là một thống đốc quân sự, quyền lực của margrave thường được mở rộng do sự mở rộng biên giới sau các cuộc chiến tranh.
Do đó, margrave thường được sử dụng để thực thi quyền lực quân sự-chính trị lớn hơn so với các quý tộc khác. Các margrave đã duy trì các lực lượng vũ trang lớn hơn và các công sự cần thiết để đẩy lùi cuộc xâm lược, làm tăng sức mạnh chính trị và độc lập của họ so với quốc vương. Hơn nữa, một margrave có thể mở rộng vương quốc của mình bằng cách chinh phục thêm lãnh thổ, đôi khi ông ta có thể giữ lại các lãnh thổ bị chính phục làm lãnh địa riêng. Do đó, các margrave có thể ban cho các chư hầu của mình đất đai và tài nguyên để đổi lấy lòng trung thành của họ; sự giàu có và quyền lực có thể cho phép một margrave thành lập một thân vương quốc gần như độc lập riêng cho mình.
Hầu hết các phiên hầu quốc và huyện biên giới của nó nằm dọc theo biên giới phía đông của Đế chế Carolus và Đế chế La Mã Thần thánh kế tục. Breton Mark ở Đại Tây Dương và biên giới bán đảo Brittany và Marca Hispanica trên biên giới Hồi giáo (bao gồm cả Catalunya) là những ngoại lệ đáng chú ý. Huyện biên giới Tây Ban Nha là quan trọng nhất trong giai đoạn đầu của Reconquista bán đảo của vùng Iberia: những biên giới đầy tham vọng ở Pyrénées đã lợi dụng sự xáo trộn của Hồi giáo Al-Andalus để mở rộng lãnh thổ của họ về phía nam, dẫn đến việc thành lập các vương quốc Kitô giáo. Tây Ban Nha vào thế kỷ XV. Thập tự quân đã tạo ra biên giới mới và nguy hiểm dễ bị chiến tranh thánh chiến chống lại người Saracen; do đó, họ đã sử dụng cho các lãnh thổ biên giới như Phiên hầu quốc Bodonitsa của Hy Lạp (1204-1414).
Khi biên giới lãnh thổ ổn định vào cuối thời Trung cổ, các vùng biên giới bắt đầu mất đi tầm quan trọng quân sự chính của mình; nhưng các gia tộc nắm giữ chức vụ margrave đã dần dần biến huyện biên giới họ trấn thủ thành đất phong cha truyền con nối, có thể so sánh với tất cả nhưng không có danh hiệu công quốc. Trong một sự tiến hóa tương tự như sự gia tăng của Landgraf, Pfalzgraf và Fürsten (các Thân vương cầm quyền), những margrave này đã trở thành những người cai trị độc lập đáng kể của các nhà nước dưới sự thống trị danh nghĩa của Hoàng đế La Mã Thần thánh.
Sắc chỉ Vàng của Hoàng đế La Mã Karl IV năm 1356 đã công nhận Margrave xứ Brandenburg là một Tuyển hầu tước của Đế chế. Tuyển hầu tước được xem là "tầng lớp" cao nhất trong Nghị viện Hoàng gia, đặc quyền chính là quyền bầu cử, cùng với một vài công tước và giáo sĩ cấp cao quyền lực khác, Hoàng đế không truyền ngôi mỗi khi chết hoặc thoái vị đã tạo ra một chỗ trống trên ngai vàng. Phiên bá quốc Brandenburg trở thành hạt nhân của Vương quốc Phổ sau này của nhà Hohenzollern và là bàn đạp cho sự gia nhập cuối cùng của họ với tư cách là Hoàng đế Đức vào năm 1871.
Một huyện biên giới ban đầu khác cũng đã phát triển thành một trong những quốc gia hùng mạnh nhất ở Trung Âu: Phiên hầu quốc Áo. Nhà Habsburg cai trị của nó đã vươn lên giành được độc quyền trên thực tế khi bầu lên ngai vàng của Đế chế La Mã thần thánh. Họ cũng được thừa hưởng một số vùng đất, chủ yếu là Đông Âu và Bourgogne. Áo ban đầu được gọi là Marchia Orientalis theo tiếng Latin, có nghĩa là "huyện biên giới phía đông" vì (hầu hết Hạ Áo hiện tại) Áo đã hình thành vùng cực đông của Đế chế La Mã thần thánh, kéo dài đến vùng đất của người Magyar và người Slav (từ thế kỷ 19, Marchia Orientalis đã được dịch là Ostmark bởi một số người Đức, mặc dù các tài liệu thời trung cổ chỉ chứng thực cho tên địa phương Ostarrîchi). Một huyện biên giới khác ở phía đông nam, Steiermark, vẫn còn giữ được tên đó trong tiếng Đức ngày nay.
Các phiên hầu tước Brandenburg và Meissen cuối cùng đã trở thành các vị vua của (ban đầu là 'in') Phổ và Sachsen.

## Thứ bậc
Danh hiệu của margrave, không còn là một chức danh quân sự đã phát triển thành một cấp bậc trong giới quý tộc của Đế quốc La Mã Thần thánh; cao hơn Graf (bá tước), nó tương đương với các danh hiệu hợp chất liên quan như Landgrave, Palsgrave và Gefürsteter Graf, nhưng vẫn thấp hơn so với Herzog (công tước) và thậm chí thấp hơn Fürst.
Một vài quý tộc ở miền nam Áo và miền bắc Italy, người có quyền lực là Hoàng đế, đã nhận được từ ông danh hiệu margrave, đôi khi được dịch sang tiếng Ý là hầu tước (marchese): những người trị vì là chủ quyền ảo (Hầu tước Mantua, Hầu tước Montferrat, Hầu tước Saluzzo) thực thi quyền lực gần với quyền tài phán của triều đại liên quan đến châu Âu hiện đại với margrave, trong khi một số quý tộc không cầm quyền (ví dụ: Burgau, Pallavicini, Piatti) vẫn giữ quyền sử dụng danh hiệu margrave nhưng vẫn giữ địa vị hầu tước không tối cao.

## Cách sử dụng
Đến thế kỷ 19, các quốc gia có chủ quyền ở Đức, Ý và Áo đều đã áp dụng các danh hiệu "cao hơn" và không còn một phiên hầu quốc có chủ quyền duy nhất nào. Mặc dù tước hiệu này vẫn là một phần trong phong cách chính thức của các vị vua như Hoàng đế Đức, Các vua xứ Sachsen và Đại Công tước xứ Baden, nó đã trở nên lỗi thời khi danh hiệu chính của các thành viên của bất kỳ gia đình trị vì nào.
Những đứa con của Karl Friedrich, Đại công tước Baden với người vợ thứ hai, một thường dân, Luise Karoline Geyer von Geyersberg, chỉ chia sẻ một cách hợp pháp tước hiệu bá tước hoàng thất von Hochberg của mẹ của họ từ năm 1796 và không chính thức được nâng lên thành danh hiệu margrave cho đến năm 1817 khi họ đã bị loại bỏ công khai. Nhưng trên thực tế, cha của họ đã cho phép sử dụng nó cho những đứa con từ cuộc hôn nhân không môn đăng hộ đối của mình tại triều đình ở Karlsruhe từ giả định của ông về vương miện đại công tước vào năm 1806, đồng thời theo tước hiệu hoàng tử cho các con trai của cuộc hôn nhân đầu tiên của ông. Tuy nhiên, từ năm 1817, hậu duệ nam của cả hai cuộc hôn nhân đã được công nhận rộng rãi là có quyền với ngôi vị hoàng tử, tất cả đều được sử dụng từ đó.